# Paul Jerbaș
Paul Jerbaș (n. 22 aprilie 1952, București) este un fost senator român în legislatura 1990-1992 ales în județul Vaslui pe listele partidului FSN. Senatorul Paul Jerbaș a demisionat din Senat la data de 13 februarie 1992. În cadrul activității sale parlamentare, Paul Jerbaș a fost membru în grupurile parlamentare de prietenie cu Statul Israel și Regatul Belgiei.  

## Legături externe
- Paul JERBAȘ - Sinteza activitatii parlamentare în legislatura 1990-1992 Arhivat în 9 mai 2016, la Wayback Machine.